# 手作りの画集
『手作りの画集』（てづくりのがしゅう）は、1976年6月21日にリリースされた、太田裕美の4作目のスタジオ・アルバムである。発売元はCBSソニー。

## 解説
5枚目のシングル「赤いハイヒール」（1976年6月1日リリース）を含む全11曲を収録している。
- LP帯コピー：太田裕美、“まごころ”オリジナル・アルバム第4弾!

## 収録曲
- 全作詞：松本隆、作曲：筒美京平（特記以外）

A面
1. オレンジの口紅
  - 編曲：筒美京平
2. わかれの会話
  - 編曲：筒美京平
3. 都忘れ
  - 編曲：船山基紀
4. 青空のサングラス
  - 編曲：萩田光雄
5. 赤いハイヒール
  - 編曲：萩田光雄
  - 5thシングル。
6. 遠い夏休み
  - 編曲：萩田光雄

B面
1. カントリー・ロード
  - 編曲：萩田光雄
2. ベージュの手帖
  - 編曲：船山基紀
3. 白いあなた
  - 作詞・作曲：太田裕美、編曲：萩田光雄
4. ハネムーン・ララバイ
  - 編曲：筒美京平
5. 茶いろの鞄
  - 編曲：萩田光雄
  - 「赤いハイヒール」のB面曲。

## 発売履歴
| 発売日        | レーベル           | 規格         | 規格品番   | 備考     |
| ------------- | ------------------ | ------------ | ---------- | -------- |
| 1976年6月21日 | CBSソニー          | LP           | 25AH-5     |          |
| 1976年6月21日 | アポロン           | CT           | KSA-1052   |          |
| 1991年5月15日 | ソニーミュージック | CD           | SRCL-1813  | CD選書。 |
| 2013年4月10日 | ソニーミュージック | Blu-spec CD2 | MHCL-30038 |          |